# 于右任故居
于右任故居，位于中国陕西省咸阳市三原县城关街道西关斗口巷，是一处陕西省文物保护单位。
该建筑为民国监察院院长、书法家于右任（1879—1964）青少年时期的故居，始建于清光绪五年（1879年），占地3亩，包括西院、中院、祠堂和磨坊，1894年于右任之父购置此处房产。于右任幼年丧母，由二伯母房氏抚养成人。光绪年间考中举人。7歲入私塾，17岁中秀才，23岁中举人。
1900年于右任入西安陕西中学堂。同年8月，八国联军攻陷北京，慈禧太后西逃。10月26日，陕西官员令百姓跪在雨中恭迎圣驾，10月26日，陕西主政官员强令百姓跪在雨中恭迎圣驾，血气方刚的于右任欲上书建议陕西巡抚岑春煊手刃西太后，重行新政，为同窗好友王麟生阻止，离开西安，重返三原宏道书院。为明心志，21岁的于右任双肩披发，手提砍刀，站在“换太平以颈血，爱自由如发妻”对联前，摄影留念。1903年冬，于右任的第一本诗集《半哭半笑楼诗草》在三原秘密刊行，署名“半哭半笑楼主”，表明自比八大山人的气节，扉页上刊印了他三年前拍摄的披发执刀照片。三原县县令德锐因诗集讥讽时政，“污蔑毁谤”朝廷，又以书中所刊照片为证，告发于右任是“革命党”，陕甘总督升允1904年24岁因刊印《半哭半笑樓詩草》，以“逆竖昌言革命，大逆不道”的罪名密奏朝廷。1904年春，清廷下令革除于右任的功名，查禁诗集，并予通緝，流亡上海。于右任正在开封参加会试，经汉口逃往上海，化名“劉學裕”進入马相伯创办的震旦公學，發表革命文章。1905年赴日本，加入光复会和同盟会。
原有建筑已毁于文革期间，1999—2002年，三原县政府按原有形制复原了西院其二伯母房氏住过的六间厢房和中院于右任住过的三间厢房。1999年，于右任故居列为县级文物保护单位。2008年9月16日，于右任故居公布为第五批陕西省文物保护单位。